# The Sign of Three
"The Sign of Three" é o segundo episódio da terceira temporada da série de televisão da BBC: Sherlock.

## Enredo
Na cena de abertura, o Detetive Inspetor Lestrade (Rupert Graves) e o sargento Donovan (Vinette Robinson) estão à beira de prender a famíla criminosas Waters que fugiu da polícia várias vezes. No entanto, quando Lestrade recebe uma mensagem de texto enviada por Sherlock pedindo ajuda, ele abandona o caso e corre para a Baker Street, assumindo o pior e chamando os reforços máximos – apenas para descobrir que Sherlock está simplesmente lutando para escrever um melhor discurso para o próximo casamento de John com Mary Morstan (Amanda Abbington). Na manhã do casamento, a senhora Hudson (Una Stubbs) lembra Sherlock que o casamento muda as pessoas. Na recepção, John tem o prazer de ver o Major James Sholto (Alistair Petrie), seu ex-sargento. Sholto vive em reclusão, com ameaças de morte recebidas, depois de perder uma unidade de novos soldados no Afeganistão. Sherlock chama Mycroft (Mark Gatiss), que repete a sugestão de Srª. Hudson que o casamento de John e Mary vai mudar sua vida.
Sherlock sobe para dar o melhor discurso, mas ele inicialmente hesita. Após a leitura dos telegramas de casamento, Sherlock expressa seu profundo respeito por John e lança uma narrativa desconexa, descrevendo o papel de John em um caso de tentativa de assassinato "o guarda sangrento"; um Guarda da Rainha chamado Bainbridge (Alfred Enoch) contatando Sherlock, temendo que ele estava sendo perseguido. No momento em que Sherlock e Watson entraram na habitação dos guardas, Bainbridge foi dado como morto no chuveiro com uma facada, mas nenhuma arma e rota de fuga foram encontrados. Quando questionado por Lestrade, Sherlock relutantemente admite que o caso não foi resolvido, mas cita-o como um exemplo de compaixão de John; em vez de tentar resolver o assassinato como Sherlock fez, John examinou o corpo de Bainbridge e descobriu que ele ainda tinha pulso, solicitando, assim, uma ambulância e salvando sua vida. A narrativa de Sherlock deriva para outro caso, "Homem Camaleão"; vários dias depois de ir ao apartamento de um homem para jantar, Tessa (Alice Lowe), uma mulher que trabalhava como enfermeira particular, encontrou o apartamento desocupado, e o homem morrera semanas antes. Sherlock e John, ainda bêbados, tentou procurar pistas, mas foram presos por suas travessuras embriagados. Na manhã seguinte, Lestrade feliz garantiu a sua libertação da prisão. Sherlock conversou com outras mulheres em Londres com uma experiência semelhante, mas não conseguiu encontrar qualquer ligação significativa entre elas. Com a ajuda de John, concluiu que o agressor era um homem entediado com o casamento, que se disfarçou como homens solteiros recentemente falecidos e usou suas casas desocupadas para atender as mulheres.
Enquanto se move para o brinde, Sherlock de repente congela, lembrando que Tessa sabia o nome do meio de John (Hamish). Consciente de que John odeia e nunca usa-lo, ele deduz Tessa viu em um convite de casamento. Sherlock conclui que todas as mulheres trabalhavam para Sholto em várias capacidades e foram sujeitos ao segredo. O Homem Camaleão cortejou-las a encontrar e atacar Sholto, e o casamento é a sua chance. Sherlock desliza uma nota para Sholto, que retorna ao seu quarto de hotel e prepara a pistola para se defender. Sherlock, John e Mary correm para o quarto para tentar salvá-lo, mas ele se recusa a abrir a porta até que o caso seja resolvido. Sherlock deduz que o guarda sangrento caso está ligado ao Sholto, e aponta o uniforme militar que ambos usavam como o elo comum; desde Bainbridge que desabou no chuveiro, ele deve ter sido esfaqueado com uma lâmina tipo estilete de antemão, mas com o seu cinto militar segurando firmemente a carne, o dano não entraria em vigor até que o seja solto e a vítima não se sentiria-lo até então. Ao ouvir essa explicação, Sholto contempla o suicídio, soltando o cinto e sangrando até a morte. Sherlock convence-lhe que não, principalmente por insistir que seria cruel fazer no casamento de John. Sholto, em seguida, abre a porta e solicita assistência médica.
Naquela noite, Sherlock apreende o fotógrafo do casamento (Jalaal Hartley) e identifica-o a Lestrade como Jonathan pequeno, o Homem Camaleão, deduzindo que ele era a única pessoa que poderia ter esfaqueado Sholto. Ele aponta o irmão do fotógrafo como um dos homens mortos sob o comando de Sholto, e conclui que ele esfaqueou Bainbridge como prática para este assassinato. Depois de Sherlock tocar violino para a primeira dança de John e Mary, ele silenciosamente lhes revela que ele tem observado em Mary o "aumento do apetite, alteração no paladar e a doença de manhã, os sinais de três", revelando que está grávida. Sherlock acalma-los, explicando que fariam grandes pais como eles tinham muita prática com ele. Apesar da revelação feliz, o episódio termina com uma nota agridoce, com Sherlock sombriamente deixando a recepção sozinho, ao perceber que seu relacionamento com John nunca mais será a mesmo novamente.

## Produção

### Início
O episódio foi dirigido por Colm McCarthy, que já havia trabalhado com Moffat no episódio de Doctor Who, "The Bells of Saint John". The Radio Times informou que McCarthy foi recrutado "após a saída do diretor Paul McGuigan, que é creditado por ter definido o modelo visual diferenciado para o programa". De acordo com algumas fontes, como o Radio Times, "The Sign of Three" foi escrito por Steve Thompson, que tinha sido o autor previamente dos episódios de Sherlock "The Blind Banker" e "O Reichenbach Fall". No entanto, em uma partida de estilo habitual da telessérie, todos os três escritores recebeu "escrito por" nos créditos em títulos de abertura deste episódio. Steven Moffat disse a BBC Q&A que ele escreveu um monte de melhores discursos de Sherlock.

### Filmagens
As cenas do casamento foram filmadas no orangerie em Goldney Hall, Bristol. Outras cenas filmadas através de Bristol incluem as "medidas judiciais" nas cenas de abertura em Victoria Room, o assalto ao banco ocorreu em um antigo edifício do Banco da Inglaterra ao lado de Castle Park e as cenas do casamento de John e Mary foram filmadas na igreja de St Mary, em Sneyd Park.

## Recepção
O episódio foi transmitido pela primeira vez em 5 de janeiro de 2014, na BBC One e BBC One HD em horário nobre. Ele atraiu 8.8 milhões de espectadores, uma quota de 31,9%, o que ficou bem abaixo dos 9,2 milhões (33,8%) do episódio "The Empty Hearse". O episódio foi aclamado pela crítica. Neela Debnath do Independent comentou: "Embora não seja a história mais forte da saga Sherlock, a escrita é tão nítida e fresca (...) The Sign of Three foi finalizado para um nível superior com sagacidade e comédia. Havia o bastante para deixar os espectadores em uma gargalhada, principalmente graças à apatia geral do Sherlock em direção a humanidade".